# Auchie
L'Auchie est un ruisseau du bassin aquitain (sud-ouest de la France), dans le département du Gers, affluent du Gers (rive gauche), et donc sous-affluent de la Garonne.

## Géographie
De 14 km de longueur, l'Auchie prend sa source sur la commune de Terraube. Il se jette dans le Gers à Saint-Martin-de-Goyne

## Département et communes traversés
Dans le seul département du Gers, il traverse 7 communes:
Lectoure, Marsolan, Terraube, Lagarde, Larroque-Engalin, Berrac, Saint-Martin-de-Goyne.

## Affluents
- le ruisseau de Gassan, 3,4 km.
- le ruisseau des Sept Hontas, 3,1 km.
- le ruisseau de Sans, 2,4 km.
- le ruisseau du Pichot, 2,2 km.
- le ruisseau de Larroque, 2,1 km.